# Robert Dodd

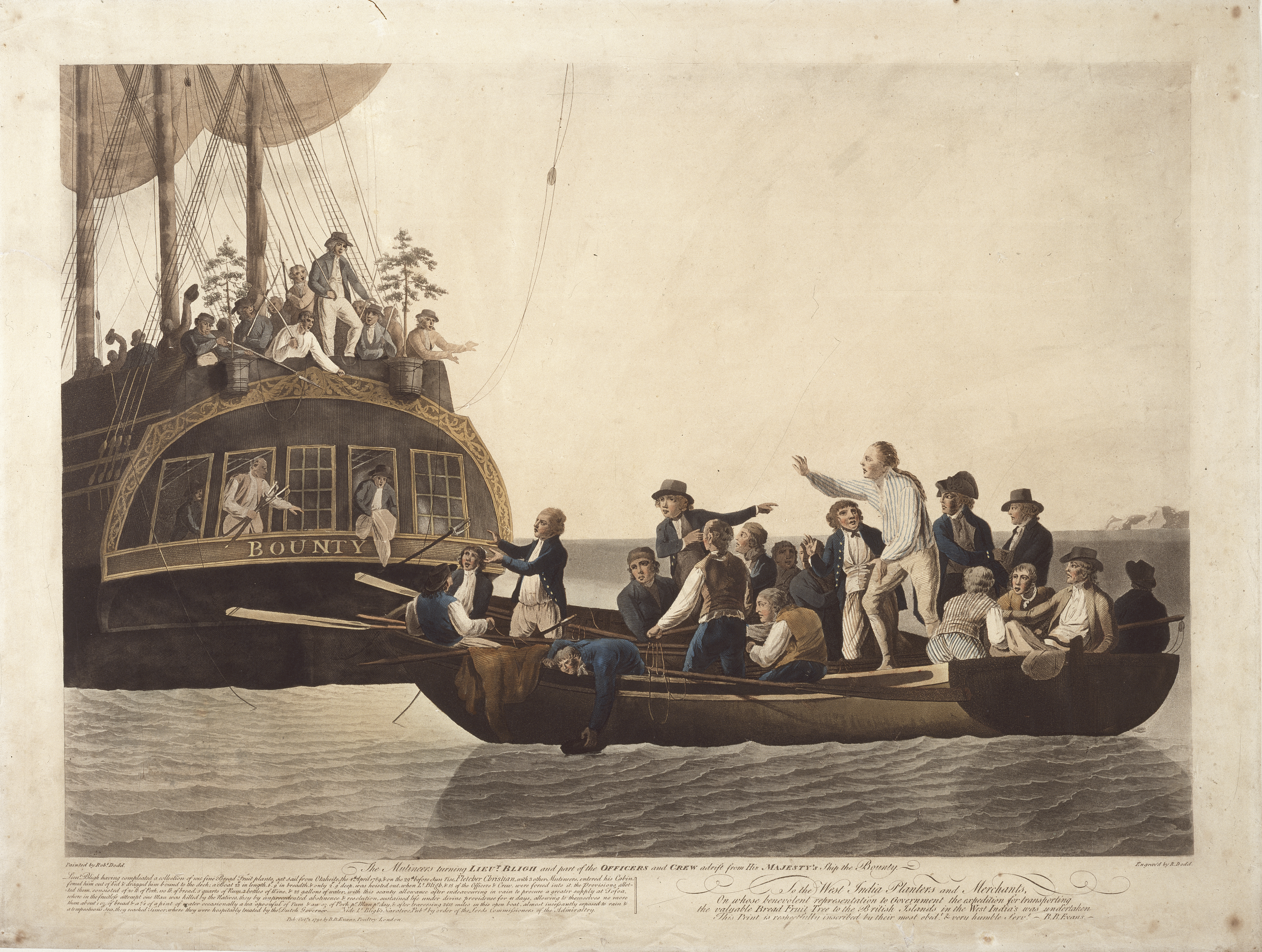
Meuterei auf der HMS Bounty (1790)

Robert Dodd (* 1748 in Wapping; † Februar 1815 in London) war ein britischer Marinemaler.

## Leben und Werk
Dodd veranschaulichte in seinen Gemälden  vor allem die Großtaten der britischen Flotte sowie die Schicksale einzelner Schiffe im Kampf mit den Elementen. Zu seinen berühmtesten Darstellungen gehören:
- Schiffbruch des Kriegsschiffs Centaur
- Kapitän Inglefield mit seinen Gefährten in einem Boot
- Untergang der Flotte von Jamaika im Sturm 1782, 4 Bilder
- Kampf der Fregatte St. Margaret und der französischen Amazone (1785)

Er malte im Mai 1795 ein Gemälde, Die englische Flotte bei Spithead vor dem brennenden englischen Linienschiff The Boyle fliehend, das eine Breite von 30 m aufweist, auch The nautic camp genannt. Berühmt ist auch seine Darstellung der Meuterei auf der Bounty, auf der er die Aussetzung von Kapitän William Bligh und seinen Weggenossen darstellte.
Dodd stellte seine Werke 1780 in der Society of Artists sowie zwischen 1782 und 1809 in Royal Academy in London aus.
Dodd war auch ein erfolgreicher Kupferstecher, der nach seinen eigenen Vorbildern Stiche geliefert hatte. Andere fertigte Robert Pollard, meist in Aquatintamanier. Einige seiner Werke wurden verwechselt mit denen seines weniger bekannten Bruder Ralph Dodd.
Dodd starb 1815 und wurde am 20. Februar 1815 beerdigt.